# نخبه
نخبگان (فرانسوی: élite، از لاتین: eligere، به معنی: انتخاب یا مرتب کردن) به معنای بخش برگزیده‌ای از یک جامعه است که از نظر قابلیت‌ها یا توانایی‌ها برتر از دیگر اعضای جامعه دانسته می‌شود. در جامعه‌شناسی و فلسفهٔ سیاسی به گروه کوچکی از مردم گفته می‌شود که با قرار گرفتن در رأس «هرم منزلت اجتماعی» و «امتیازات»، کنترل سهم نابرابر بزرگی از قدرت سیاسی، ثروت، امتیاز اجتماعی، یا توانایی خاصی را در گروهی در اختیار دارند.  در ایران، پس از انقلاب اسلامی نخبگان تحت حمایت بنیاد ملی نخبگان قرار گرفتند. اگرچه ایران امروزه شدیداً دچار معضلی جدّی به نام فرار مغزها شده است. به این صورت که به دلیل کمبود امکانات، شغل، حمایت‌های مالی، ارزش قائل نشدن و طرد شدن، فضای شدید رقابتی، نرخ بالای فقر و تورم مهارگسیخته از عوامل اصلی فرار مغزها به شمار میرود. 

## تعریف
امیرحسین یزدانی و رضا غیابی در پاسخ به پرسش «نخبه کیست؟» و در مقاله‌ای به نام «بیانیهٔ نخبه‌اندیشی» در مورد لزوم بازتعریف مفهوم نخبه در ایران می‌نویسند:
«عموم مردم، با سرخوردگی از هرگونه آرمان‌جویی، به‌صورتی سامان‌یافته، نخبگان خود را به جرم آرمان‌خواهی، طرد و نیروهای مؤثر خود را زمین‌گیر کرده‌اند. این‌بار باید از سویی دست از رؤیا بشوییم و واقعیت نابه‌سامان موجود را نه محل آرمان‌جویی احساسی که محل اندیشه و عمل پرسش‌گرانه قرار دهیم و از سویی دیگر با بازتعریف نخبگی و جذب مجدد نیروی اجتماعی، جامعه را از ورطهٔ برون‌فکنی خارج سازیم و آن‌ها را دعوت کنیم تا علل فروپاشی و از هم‌گسیختگی را در خویشتن بجویند.»

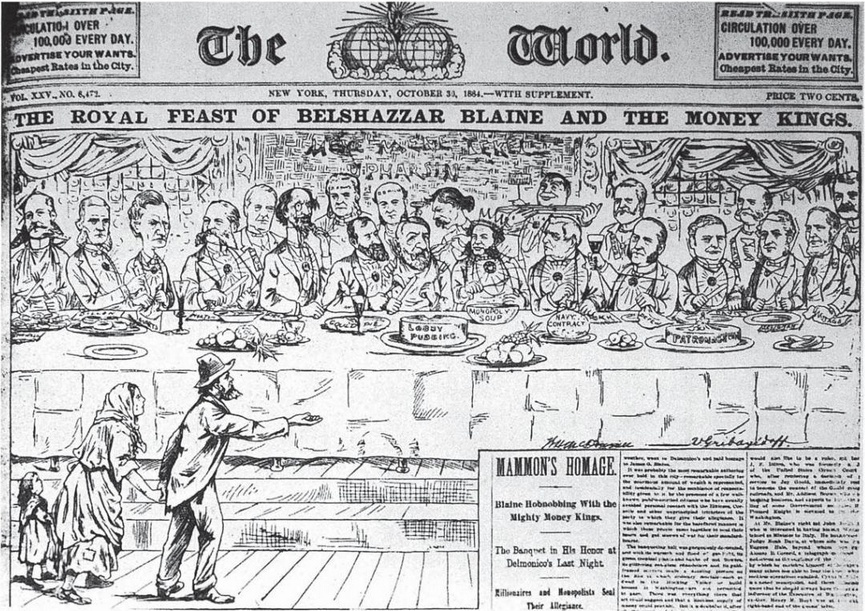
کاریکاتور سیاسی از اکتبر ۱۸۸۴ میلادی ثروتمندان توانگرسالاری را در حال جشن گرفتن پشت یک میز نشان می‌دهد، در حالی که یک خانوادهٔ فقیر زیر آن در حال گدایی هستند.

ایوب نوروزی عسکری از محققان روان‌شناسی به نقل از سی. رایت میلز در کتاب نخبگان قدرت به سال ۱۹۵۷ می‌نویسد:
«این حلقه‌های سیاسی، اقتصادی، و نظامی که مجموعهٔ پیچیده‌ای از گروه‌های منطبق برهم و کوچک اما غالب و مسلط هستند، در تصمیم‌گیری‌هایی شریکند که تأثیرشان دست‌کم در سطح ملی است.»
میلز بیان می‌کند که نخبگان قدرت جایگاه والای متقابل دیگر نخبگان را در جامعه به رسمیت می‌شناسند.
«به عنوان یک اصل، آن‌ها یکدیگر را می‌پذیرند، یکدیگر را درک می‌کنند، با یکدیگر ازدواج می‌کنند و حتی اگر همراه با یکدیگر هم نباشد، مانند یکدیگر فکر و کار می‌کنند.»
او نقش آموزش و پرورش را بسیار مهم می‌داند و می‌گوید اعضای جوان طبقهٔ بالا به مدرسه‌های برجسته می‌روند که نه تنها در دانشگاه‌های معتبر مانند هاروارد، ییل، و پرینستون را بر آن‌ها می‌گشاید، ورود آن‌ها به باشگاه‌های اختصاصی دانشگاه‌ها را آسان می‌کند. ورود به این باشگاه‌ها نیز عضویت در باشگاه‌های اجتماعی مهم شهرهای بزرگ را در پی دارد که دروازه‌ای است به سوی شغل‌های برتر.

## اهمیت نخبگان
شاید در وهلهٔ اول به نظر برسد نخبه گرچه در رأس هرم شایستگی قرار دارد اما فاصلهٔ آن با گروه‌های بعدی چندان زیاد نیست و لذا تفاوت آن‌ها به همان میزان اختلاف آن‌ها در مثلاً نمرات کسب‌شده در یک مبحث است.
برای درک آنکه در چه مواردی یک نخبه بهترین گزینه برای انجام یک کار است به یک مثال توجه نمایید:
اگر نمرهٔ مهارت (علمی یا عملی) فردی در حل یک مسئله یا انجام یک کار برابر ۹۵٪ باشد و شخص دیگری ۷۰٪ شانس هر کدام در انجام موفق پروژه‌ای در همان زمینه چقدر است؟
برای ساده‌تر شدن مسئله از یک ابزار معروف سرگرمی استفاده می‌کنیم. مفتولی که مسیر پر پیچ و خمی دارد و باید حلقه‌ای فلزی را بدون تماس با آن تا انتهای مسیر ببرید. مهم نیست چند پیچ را به‌طور موفق پشت سر گذاشته‌اید، کافی است فقط یک اشتباه انجام دهید تا چراغ روشن شود (پروژه با شکست مواجه شود).
در پرسشی که مطرح شد فرض کنید پروژهٔ مذکور عبور دادن حلقه از مسیری با ۱۰ پیچ باشد و شانس دو شرکت‌کننده برای عبور از هر پیچ به ترتیب ۹۵٪ و ۷۰٪ باشد. برای سادگی کار، شانس عبور از تمام پیچ‌ها را برابر فرض می‌کنیم پس همهٔ پیچ‌ها به یک میزان سخت هستند و شانس عبور از هر یک از آن‌ها بستگی به مهارت شرکت داشته و برای تمام پیچ‌ها و در طول مسیر ثابت است. طبق قانون احتمالات شانس موفقیت هر فرد برابر با حاصل‌ضرب احتمال موفقیت در هر مرحله می‌باشد بنابراین احتمال موفقیت هر شرکت‌کننده برابر میزان مهارت وی به توان تعداد پیچ‌ها می‌باشد:
نخبه: ۶۰٪ ≈۱۰(۰٫۹۵)
عادی: ۳٪ ≈۱۰(۰٫۷)
در مثال بالا شانس موفقیت فرد «نخبه» ۲۰ برابر فرد «عادی» است و این عدد به تعداد مراحل «سری» در پروژه بستگی دارد.
سیستم‌های آموزشی (نظیر امتحانات در مدارس یا دانشگاه‌ها) بیشتر در جهت سنجش توانمندی‌ها به صورت «موازی» طراحی گردیده‌اند. به‌طور مثال در یک برگهٔ امتحانی داشتن دو غلط (صرفنظر از اینکه کدام پرسش‌ها غلط پاسخ داده شده‌اند) معادل نمرهٔ ۱۸ می‌باشد. در حل مسائل ریاضی مراحل مختلف حل یک مسئله با یکدیگر رابطهٔ «سری» داشته و اشتباه در هر محله منجر به عدم دستیابی به پاسخ صحیح می‌گردد.
همان‌طور که ملاحظه می‌فرمایید بهترین محل برای به‌کارگیری یک نخبه در مسائل پیچیده‌ای است که دارای مراحل سری متعدد هستند.